# Artystyka (stowarzyszenie)
Artystyka – polskie stowarzyszenie zrzeszające ludzi związanych z kulturą i sztuką ziemi kłodzkiej.
Stowarzyszenie z powstało w 2006 roku z inicjatywy Krystyny Kolonko i Kajetana Dyrdy. Jego celem było wzbogacanie i rozpowszechnianie szeroko pojętej działalności artystycznej, traktowanej również jako twórczy sposób życia bez pośpiechu (idea slow life). Zrzesza ludzi różnych zawodów oraz zainteresowań. Artystyka skupia swoją działalność głównie wokół terenu Kotliny Kłodzkiej wraz z otaczjącymi górami i całej Polski, zajmując się organizacją: akcji artystycznych, warsztatów, kursów, performance, wystaw (np. w Muzeum Ziemi Kłodzkiej w Kłodzku), spotkań, spektakli, koncertów i innych działań artystycznych oraz edukacyjnych, dba o promocję postaw ekologicznych i życia w zgodzie z naturą.
Na czele stowarzyszenia zgodnie z jego statutem stoi Zarząd, w którego skład wchodzą obecnie:
- Prezes: Krystyna Kolonko
- Wiceprezes: Kajetan Dyrda
- Członek zarządu: Grzegorz Szewczyk

Siedziba stowarzyszenia znajduje się w Górach Bystrzyckich, w miejscowości Nowa Bystrzyca w domu pod numerem 71.